# والی نئوزیل

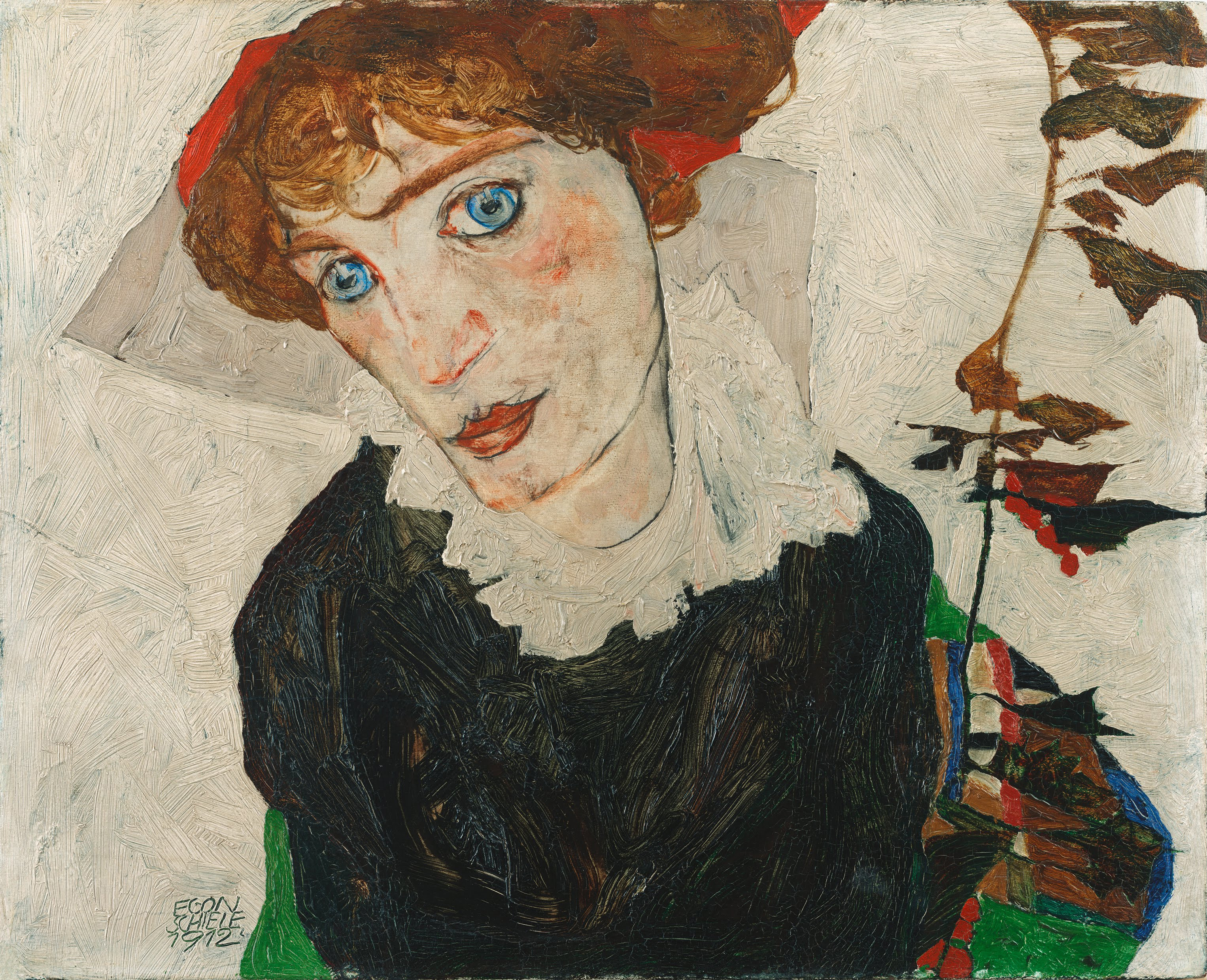
پُرترهٔ والی، نام یک اثر نقاشی در ژانر تک‌چهره و در سبک اکسپرسیونیسم از اگون شیله، نقاش برجستهٔ اتریشی است که در سال ۱۹۱۲ میلادی خلق شد. این اثر اکنون در مجموعهٔ موزه لئوپولد (en) قرار دارد.

والی نئوزیل (به فرانسوی: Wally Neuzil)، معشوقه و مُدل نقاشی اگون شیله بود که در سن ۲۳ سالگی و بر اثر ابتلا به مخملک درگذشت.